# ماركيبلاير
مارك ادوارد فيشباك (بالإنجليزية: Mark Edward Fishbach) أو ماركيبلاير (بالإنجليزية: Markiplier)، من مواليد 28 يونيو عام 1989م  في أواهو في ولاية هاواي الأمريكية وانتقل إلى سينسيناتي في ولاية أوهايو ليبدأ قناته ثم إنتقل إلى لوس أنجلوس  ويذاع في قناته على اليوتيوب مجموعة من الفيديوهات الكوميدية ومقاطع الفيديو التي يمارس بها أحدث الألعاب معلقًا عليها بشكل ساخر ومرح، وهو من أب أمريكي من أصل ألماني وأمه من أصل كوري، يتميز ماركيبلاير بتفضيل ألعاب الرعب والألغاز، تملك قناته على اليوتيوب حوالي 36 مليون مشترك.